# Сірлес (Міннесота)
Сірлес (англ. Searles) — переписна місцевість (CDP) в США, в окрузі Браун штату Міннесота. Населення — 192 особи (2020).

## Географія
Сірлес розташований за координатами 44°13′51″ пн. ш. 94°26′10″ зх. д. / 44.23083° пн. ш. 94.43611° зх. д. (44.230751, -94.436126).  За даними Бюро перепису населення США в 2010 році переписна місцевість мала площу 1,13 км², уся площа — суходіл.

## Демографія
Згідно з переписом 2010 року, у переписній місцевості мешкала 171 особа в 74 домогосподарствах у складі 54 родин. Густота населення становила 151 особа/км².  Було 79 помешкань (70/км²).
Расовий склад населення:
| - 100,0 % — білих |

До двох чи більше рас належало 0,0 %. Частка іспаномовних становила 0,0 % від усіх жителів.
За віковим діапазоном населення розподілялося таким чином: 18,1 % — особи молодші 18 років, 65,5 % — особи у віці 18—64 років, 16,4 % — особи у віці 65 років та старші. Медіана віку мешканця становила 41,8 року. На 100 осіб жіночої статі у переписній місцевості припадало 106,0 чоловіків;  на 100 жінок у віці від 18 років та старших — 100,0 чоловіків також старших 18 років.
Середній дохід на одне домашнє господарство  становив 72 157 доларів США (медіана — 66 250), а середній дохід на одну сім'ю — 81 698 доларів (медіана — 76 875). За межею бідності перебувало 16,8 % осіб, у тому числі 4,0 % дітей у віці до 18 років та 22,7 % осіб у віці 65 років та старших.
Цивільне працевлаштоване населення становило 105 осіб. Основні галузі зайнятості: виробництво — 23,8 %, освіта, охорона здоров'я та соціальна допомога — 20,0 %, роздрібна торгівля — 10,5 %, будівництво — 9,5 %.